# Josep Lluís Galiana
Josep Lluís Galiana (Valencia, 1961) es un saxofonista, compositor, escritor y editor español referente de la improvisación libre, la creación electroacústica, el Avant-garde jazz y la investigación etnomusicológica.

## Biografía
Titulado por el Conservatorio Superior de Música de Valencia y Diplomado en Estudios Avanzados por la Universidad Politécnica de Valencia, fue profesor en el Conservatorio Superior de Música de Castellón, donde funda su Big Band de Jazz en 2003, y en los profesionales de Valencia y Cullera. Desde 2014 preside el Laboratorio para la Investigación de Procesos Creativos Contemporáneos AD LAB. En 2016, funda el sello discográfico Liquen Recordsy la editorial EdictOràlia Llibres i Publicacions.
Entre 1991 y 2013 trabajó como redactor en el periódico Levante-EMV y dirigió su foro cultural y de opinión, Club Diario Levante, entre 1998 y 2013, donde organizó numerosas actividades culturales y artísticascomo los Premios Tirant a la Industria Audiovisual Valenciana, así como diversos ciclos y festivales de música y exposición de artes plásticas.
Tiene más de 60 trabajos discográficos publicados, entre los que destacan Entartete Improvisationen(2024); Llibertats Sonores(2023); Nanuk l'esquimal. Banda Sonora de Josep Lluís Galiana & Ensemble Impromptu(2023); First Times (2022)(Melómano de Oro); Gallarnianas(2021); Soprano Saxophone Solos (2021); Traçsonology (2020) (Els millors discos de música clàssica segons la crítica 2020 en el marc dels Premis Enderrock); Electroacoustic Pieces 1999-2019; Interaccions sonores (2019); Tenor Saxophone Solos (2018)(5è Millor Disc de Jazz als Premis Enderrock 2019 de la Crítica); Bregues de moixos. Galiana, Ferrando & Saavedra(2018); CHAOSOPHY. Who Are These People And What Do They Believe In? Galiana, El Pricto & Saavedra(2017); Critical Sounds. Josep Lluís Galiana & Thomas Bjelkeborn(2017); Strombòtics. Josep Lluís Galiana & Ferran Besalduch (2017) y Too Short. Josep Lluís Galiana & Carlos D. Perales(2016). Todos ellos publicados en el sello discográfico Liquen Records. 
Entre sus libros destacan los ensayos La libre improvisación musical. Fuente inagotable de inteligencia emocional(2024); Tiempo de reverberación. Una aproximación histórica a la música experimental valenciana en el contexto internacional y otros escritos sobre música y política(2022)y La improvisación libre. El gran juego de la deriva sonora(2017), y las recopilaciones de escritos musicales: Pianos y pianistas. Dos décadas de crítica musical y otros escritos pianísticos(2020); Emociones sonoras. De la creación electroacústica, la improvisación libre, el arte sonoro y otras músicas experimentales(2020) y Escritos desde la intimidad. Conversaciones, artículos de opinión, notas, reseñas y críticas musicales(2016), y los poemarios Haikus d'estiu(2021) y Sons compartits(2018). Todos ellos han sido publicados en el sello editorial valenciano EdictOràlia Llibres i Publicacions.